# Phaethornis anthophilus
Phaethornis anthophilus е вид птица от семейство Колиброви (Trochilidae).

## Разпространение
Видът е разпространен във Венецуела, Колумбия и Панама.